# Emiliano (console 259)
Emiliano (latino: Aemilianus; fl. 259) fu console dell'Impero romano nel 259.
Per Emiliano è stata proposta l'identificazione con un Nummio Emiliano Destro descritto come proconsole d'Asia in un'iscrizione ritrovata a Barcino, in Hispania citerior (CIL II, 4512), ma successivamente è stato dimostrato che si trattava di un personaggio della fine del IV secolo, il prefetto del pretorio Nummio Emiliano Destro.